# Der blaue Planet
Der blaue Planet ist ein Album der deutschen Rockgruppe Karat aus dem Jahr 1982. Aufgenommen wurde es in den Amiga-Studios in der Ost-Berliner Brunnenstraße. Es erschien gleichzeitig in beiden Teilen Deutschlands.

## Inhalt
Das Album ist in seiner musikalischen und thematischen Beschaffenheit das in sich geschlossenste Album von Karat. Mit dem instrumentalen Intro 45-01 werden bereits wichtige und im Verlauf des Albums öfter wiederkehrende Klangelemente, etwa fließende Streicherpassagen, treibende Bassfiguren und sanfte Bläsermotive, vorgestellt. Der Titel Marionetten, der von der New-Wave-Bewegung beeinflusst wurde, ist musikalisch so präzise zum skurrilen Textinhalt gestaltet, dass er individuell für sich eine neue stilistische Ebene erreicht. Ähnlich innovativ wirkt auch der Single-Hit Jede Stunde, bei dem sich die gesamte Komposition um einen einfachen Grundrhythmus und um wenige Harmonien herum aufbaut, es aber durch steigende rhythmische Dynamik dennoch schafft, musikalische Spannung zu erzeugen.
Der Titelsong vereinigt typische orientalische Musikmerkmale (unter anderem durch die Verwendung von exotischen Instrumenten) mit denen europäischer Rockmusik. Sein Text bezieht sich auf die Ängste und Gefahren einer nuklearen Katastrophe als Folge des sich verschärfenden Kalten Kriegs. Diese Thematik wird in dem Lied Wie weit fliegt die Taube fortgesetzt, das durch sein kontrastives Arrangement auffällt. Während Dreilichs Stimme im ersten Teil fast ausschließlich von Streichern getragen wird, setzt im zweiten Teil die gesamte Band unter schweren Bassfiguren ein. Ein längeres Gitarrensolo beschließt die Platte.
Als Gäste wirkten Manfred Baier (Englisch Horn), Heiner Herzog (Marimbaphon), Thomas Natschinski (Mundharmonika) und die Streichergruppe „Otto Karl Beck“ unter Leitung des Dirigenten Bernd Wefelmeyer mit.
Das Album erschien in der DDR und in der Bundesrepublik Deutschland mit unterschiedlichem Artwork. In der ČSSR wurde das Album unter dem Namen Modrá Planeta veröffentlicht.
Aus dem Album wurden die Singles Der blaue Planet mit Blumen aus Eis sowie Jede Stunde mit Falscher Glanz ausgekoppelt. Die Maxi-Single Falscher Glanz und Jede Stunde erschien außerdem bei dem Label Blond records in Italien.
In der DDR verkaufte sich Der blaue Planet etwa 1,1 Millionen Mal, in der Bundesrepublik Deutschland konnten bis 1989 circa 480.000 Exemplare abgesetzt werden, wofür Karat später eine Goldene Schallplatte bekam. Im europäischen Ausland wurden zudem noch einmal weitere 50.000 Tonträger verkauft. Die Vorab-Single Der blaue Planet verkaufte sich zusätzlich noch 210.000 mal. Damit ist Der blaue Planet das erfolgreichste Rockalbum der DDR. Für diesen Status wurde Karat 2003 mit dem Media-Control-Preis geehrt.
Vom Titelsong Der blaue Planet existiert außerdem eine von Robert Bryce übersetzte englische Version mit dem Titel The blue Planet, die die Band bereits 1982 produziert hat, aber erst im Jahre 2007 auf einem Tonträger veröffentlicht wurde.

## Besetzung
- Herbert Dreilich (Gesang)
- Ulrich „Ed“ Swillms (Keyboards, Akkordeon, Gesang bei Titel 7)
- Bernd Römer (E-Gitarre, 12-saitige Gitarre)
- Michael Schwandt (Schlagzeug, Perkussion)
- Henning Protzmann (Bassgitarre)

## Titelliste
1. 45-01 (Swillms) (5:01)
2. Marionetten (Swillms/Kaiser) (4:17)
3. Falscher Glanz (Swillms/Kaiser, Dreilich) (4:24)
4. Jede Stunde (Swillms/Kaiser, Dreilich) (4:15)
5. Blumen aus Eis (Swillms/Kaiser) (3:46)
6. Der blaue Planet (Swillms/Kaiser) (5:25)
7. Der Spieler (Swillms/Kaiser) (3:37)
8. Gefährten des Sturmwinds (Swillms/Kaiser, Dreilich) (6:29)
9. Wie weit fliegt die Taube (Swillms/Kaiser) (7:08)

## Rezeption
Der Titel Der Blaue Planet zählt zu den bekanntesten und meistgespielten Titeln der Gruppe. Er findet sich in zahlreichen Playlists und Formaten, die sich mit der Musik des Ostens beschäftigen und kann als charakteristischer Song für den Ostrock gelten. Der Titel ist auch in einigen durch Zuschauerabstimmung ermittelten Hitparaden wie der SWR1 Baden-Württemberg Hitparade und der SWR1 Rheinland-Pfalz Hitparade seit Jahren platziert.